# Wetten, dass..?
Wetten, dass..? (Scommetti che ..?) è stata una trasmissione televisiva tedesca andata in onda su ZDF dal 1981 al 2014. Il programma è stato trasmesso anche dalle emittenti ORF 1 (per l'Austria) e SRF 1 (per la Svizzera).

## Format nel mondo
Il format è stato esportato in vari paesi del mondo.
| Paese                        | Titolo                          | Emittente/i                                                                | Presentatore/i | Prima TV         | Finale           |
| ---------------------------- | ------------------------------- | -------------------------------------------------------------------------- | --- | ---------------- | ---------------- |
| Regno Unito                  | You Bet!                        | ITV                                                                        | Bruce Forsyth (1988-1990) Matthew Kelly (1991-1995) Darren Day (1996-1997) | 20 febbraio 1988 | 12 aprile 1997   |
| Stati Uniti                  | Wanna Bet?                      | CBS (1993) ABC (July 21 - September 2, 2008)                               | Mark McEwen and Gordon Elliott (1993) Ant & Dec (2008) | 21 aprile 1993   | 2 settembre 2008 |
| Paesi Bassi Belgio (Fiandre) | Wedden, dat..?                  | AVRO (1986-1989) RTL 4 (1990-1995, 1999) Veronica TV (1996-1997) VTM       | Jos Brink (1986-1992) Rolf Wouters (1993-1997) Reinout Oerlemans (1999) | 1986             | 2005             |
| Francia                      | Toute la ville en parle         | TF1                                                                        | Guillaume Durand (1992) Alexandre Debanne (1993) | 10 ottobre 1992  | 20 febbraio 1993 |
| Spagna                       | ¿Qué apostamos?                 | La 1 (4 maggio 1993 - 30 giugno 2000) FORTA (2 febbraio - 31 maggio, 2008) | Ramón García e Ana Obregón (1993-1998) Ramón García e Antonia Dell'Atte (1998-1999) Ramón García, Raquel Navamuel e Mónica Martínez (2000) Carlos Lozano e Rocío Madrid (2008)                                   | 4 maggio 1993    | 31 Maggio 2008   |
| Grecia                       | Είσαι Μέσα (Eisai Mesa)         | Alpha TV                                                                   | Viki Kagia | 2008             | 2008             |
| Cina                         | 想挑战吗?] (Xiang tiaozhan ma?) | CCTV-3                                                                     | ? | 2004             | 2010             |
| Russia                       | Большой спор (Bol'šoj spor)     | Pervyj kanal                                                               | Dmitri Nagiev | 17 febbraio 2006 | 8 luglio 2007    |
| Slovenia                     | Super Pop                       | POP TV                                                                     | Stojan Auer | 1998             | 1998             |
| Polonia                      | Załóż się                       | TVP2                                                                       | Steffen Möller e Anna Popek Piotr Szwedes | 2 settembre 2005 | 16 giugno 2006   |
| Italia                       | Scommettiamo che...?            | Rai 1 (1991-2003) Rai 2 (2008)                                             | Fabrizio Frizzi e Milly Carlucci (1991-1996) Fabrizio Frizzi e Afef (1999-2000) Fabrizio Frizzi e Valeria Mazza (2001) Marco Columbro e Lorella Cuccarini (2003) Alessandro Cecchi Paone e Matilde Brandi (2008) | 6 aprile 1991    | 28 maggio 2008   |
| Italia                       | Vuoi scommettere?               | Canale 5 (2018)                                                            | Michelle Hunziker e Aurora Ramazzotti | 17 maggio 2018   | 14 giugno 2018   |